# Kontraktovo náměstí (Kyjev)
Kontraktovo náměstí, nebo Kontraktova plošča (ukrajinsky Контрактова площа, náměstí smluv) je náměstí v historické čtvrti Podil v Kyjevě, hlavním městě Ukrajiny. Náměstí je důležitým hospodářským, kulturním a dopravním centrem Podilu s četnými architektonickými a historickými památkami.

## Historie
Kontraktovo náměstí je známé již od dob Kyjevské Rusi jako důležitá součást obchodní čtvrti Podil. Náměstí leží mezi ulicemi Andrijivský uzviz, Sahajdačny, Pokrivska, Florivska, Prytisko-Mykilska, Kosťantynivska, Mežyhirska, Spaska, Skovorody a Ilynska.
Stavbou Domu kontraktů, stálého obchodního centra, kde se uzavíraly smlouvy, na konci 18. století získalo náměstí jeho dnešní název. V letech 1748-1749 byla postavena Samsonova kašna za účelem opravy vodovodního systému v oblasti podle návrhu ukrajinského architekta Ivana Hryhorovyče-Barského. K náměstí přiléhá areál Kyjevsko-mohyljanské akademie, jedné z předních ukrajinských univerzit z 16. století.
Náměstí bylo během své historie několikrát přejmenováno, kdy v letech 1869-1919 bylo pojmenováno Alexandrovo náměstí na počest ruského císaře Alexandra II. V letech 1919-1944 bylo pojmenováno Rudé náměstí, zasvěcené komunismu, mezi 1945 a 1950, to bylo přejmenováno zpět na Kontraktovo náměstí, ačkoli název Rudé náměstí byl široce používán mezi staršími lidmi. V roce 1990 byl obnoven původní název.

## Moderní náměstí
Kontraktovo náměstí je dnes důležitým centrem čtvrti Podil. Náměstí je také rekreačním, kulturním a dopravním bodem města. Náměstí je často využíváno pro různé venkovní veřejné slavnosti, včetně hudebních koncertů a jarmarků. Ulice Petra Sahajdačného, která vede na náměstí, je o víkendech omezena pouze pro pěší.

## Významné budovy
Uvedeno ve směru hodinových ručiček z ulice Sahajdačnyj:
- Památník Petra Konaševiče-Sahaidačného, kozáckého hejtmana.
- Budova soudu z 19. století a hlavní dominanta náměstí.[5]
- Dům smluv, kde dříve byly podepisovány smlouvy.[5]
- Samsonova kašna, rekonstruovaná architektonická památka.
- Dětské hudební divadlo.
- Památník Hryhorije Skovoroda, ukrajinský básník, filozof a skladatel.
- Areál Kyjevsko-mohyljanské akademie (včetně Sorosova centra pro současné umění v nárožní budově).
- Budova městské pobočky Národní banky (dříve „ řecký klášter“).

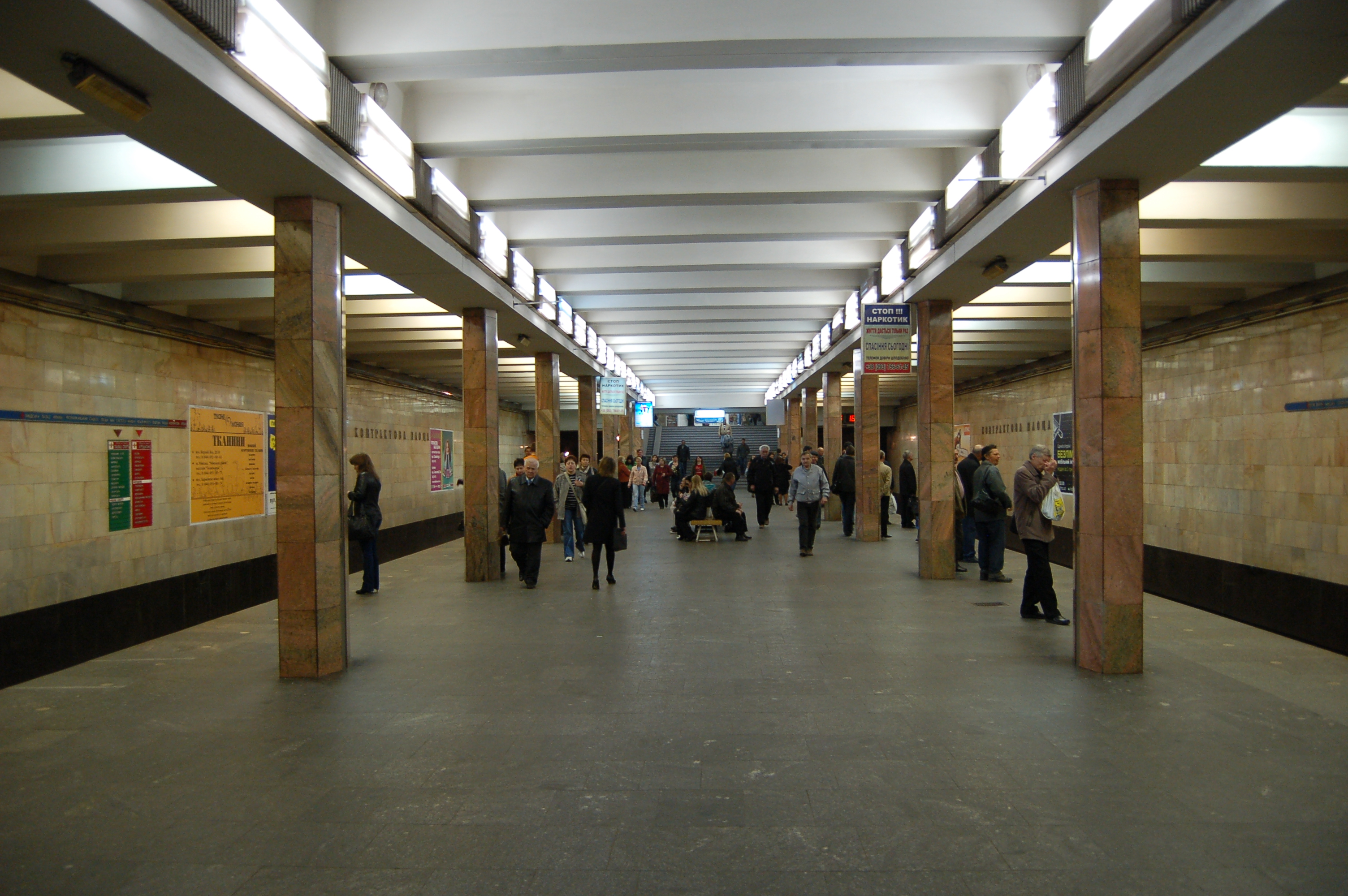
Stanice metra Kontraktova Plošča.

- Kostel Matky Boží Pyrohošča.

## Doprava
Kontraktovo náměstí je jedním z největších a nejstarších dopravních uzlů kyjevského tramvajového systému, konečnou zastávkou několika tramvajových linek. Tramvajové linky křižující náměstí jsou však od 80. let postupně vyřazovány.
Nejdůležitější dopravní spojení náměstí je stanice kyjevského metra Kontraktova Plošča na Obolonsko-Teremkivské lince, čímž tvoří multimodální osobní uzel s tramvajovými a minibusovými linkami. Stanice má podpovrchové řešení se čtyřmi vchody, z nichž dva jsou mimo náměstí.